# Kūl Pāpā
Kūl Pāpā är en ort i Iran.   Den ligger i provinsen Khuzestan, i den centrala delen av landet, 400 km sydväst om huvudstaden Teheran. Kūl Pāpā ligger 854 meter över havet och antalet invånare är 119.
Terrängen runt Kūl Pāpā är kuperad åt sydväst, men åt nordost är den bergig. Runt Kūl Pāpā är det ganska glesbefolkat, med 48 invånare per kvadratkilometer. Närmaste större samhälle är Mīānrūdān, 8,5 km söder om Kūl Pāpā. Omgivningarna runt Kūl Pāpā är i huvudsak ett öppet busklandskap.